# 우아스카란산
우아스카란산(스페인어: Nevado Huascarán)은 페루에서 가장 높은 산으로 높이 6,768m이다. 서반구에서는 6번째로 높은 산이다.